# Mammutar
Mammutar (Mammuthus) är ett utdött släkte elefantdjur som härstammar från elefanter som för cirka 3 miljoner år sedan vandrade norrut från Afrika. Fossil av mammut är kända från Afrika, Europa, Asien och Nordamerika. Mammutarna hade vanligen långa böjda betar, och de arter som levde långt norrut hade tjock päls. Populärt brukar ullhårig mammut åsyftas när begreppet används eftersom den mest motsvarar sinnebilden av en mammut. 
Många kopplar ihop mammutar med europeisk istidsfauna. I själva verket levde mammutar jämsides med elefanter under mer än fyra miljoner år i tropiska Afrika, en längre tidsperiod än deras arktiska anpassning. Även ullhårig mammut var förmodligen flexibel i såväl födoval som anpassning, och kunde teoretiskt existera även på varma breddgrader. I deras magar har man funnit vanligt gräs, vilket växer överallt.  
De äldsta kända fossila fynden av mammut är från pleistocen (1,8 miljoner–11 550 år sedan) och de sista kvarlevande medlemmarna av arten ullhårig mammut dog förmodligen ut på Wrangel-öarna i Sibirien för ungefär 5 000–6 000 år sedan.

## Utvecklingshistoria
Kvarlevor av mammutar har återfunnits i Europa, Afrika, Asien och Nordamerika. De tros ha uppstått i Nordafrika för omkring 4,8 miljoner år sedan. Ben av afrikansk mammut (Mammuthus africanavus) har grävts fram i Tchad, Libyen, Marocko, Algeriet och Tunisien. Mammuthus subplanifrons som hittats i Sydafrika och Kenya tros också vara en av de äldsta arterna (ungefär 4 miljoner år sedan).

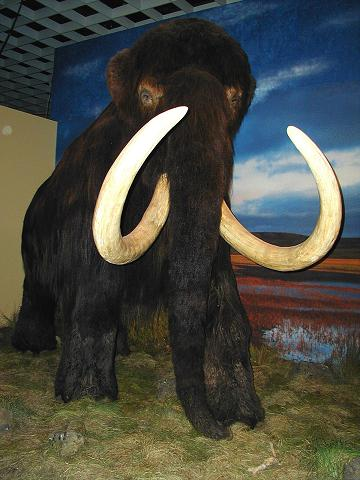
Rekonstruktion.

Trots deras afrikanska påbrå så är mammutarna närmare släkt med den moderna asiatiska elefanten än med någon av de två arterna av afrikansk elefant. Den gemensamma förfadern till mammutar och asiatiska elefanter utvecklades ur de afrikanska elefanternas släktlinje för 6–7,3 miljoner år sedan. En halv miljon år senare (5,5–6,3 miljoner år sedan) skiljdes de asiatiska elefanterna och mammutarna åt.
Så småningom flyttade de afrikanska mammutarna norrut till Europa vilket ledde till en ny art – den sydliga mammuten (Mammuthus meridionalis). Denna art spred sig så småningom över Europa och Asien och korsade den numera sjunkna Berings landbrygga över till Nordamerika.
För runt 700 000 år sedan så blev det markant kallare och savannerna i Europa, Asien och Nordamerika ersattes av mindre fruktbara stäpper. Den sydliga mammuten minskade som en konsekvens av detta, och blev över större delen av sitt utbredningsområde ersatt av stäppmammuten (Mammuthus trogontherii), som var bättre anpassad till kylan. Från denna utvecklades så småningom den ullhåriga mammuten för runt 300 000 år sedan. De ullhåriga mammutarna klarade sig bättre under istiderna.
De ullhåriga mammutarna var en mycket framgångsrik art. Deras utbredningsområde sträckte sig från Spanien till Nordamerika och de tros ha förekommit i mycket stora antal. Den ryske forskaren Sergei Zimov uppskattar att under den senaste istiden kan de ha förekommit i en medeldensitet av 60 djur per 100 kvadratkilometer, motsvarande dagens afrikanska elefanter.

## Utdöende
De flesta mammutar dog ut i slutet av den senaste istiden. En slutgiltig förklaring till detta är forskarna ännu inte överens om. Men dvärgmammutarna på Wrangels ö dog inte ut förrän cirka 1700–1500 f.Kr.
Om det var klimatförändringar eller för högt jakttryck som ledde till att mammutarna dog ut är omtvistat. Det finns också en teori om att mammutarna kan ha dött ut på grund av någon smittsam sjukdom.

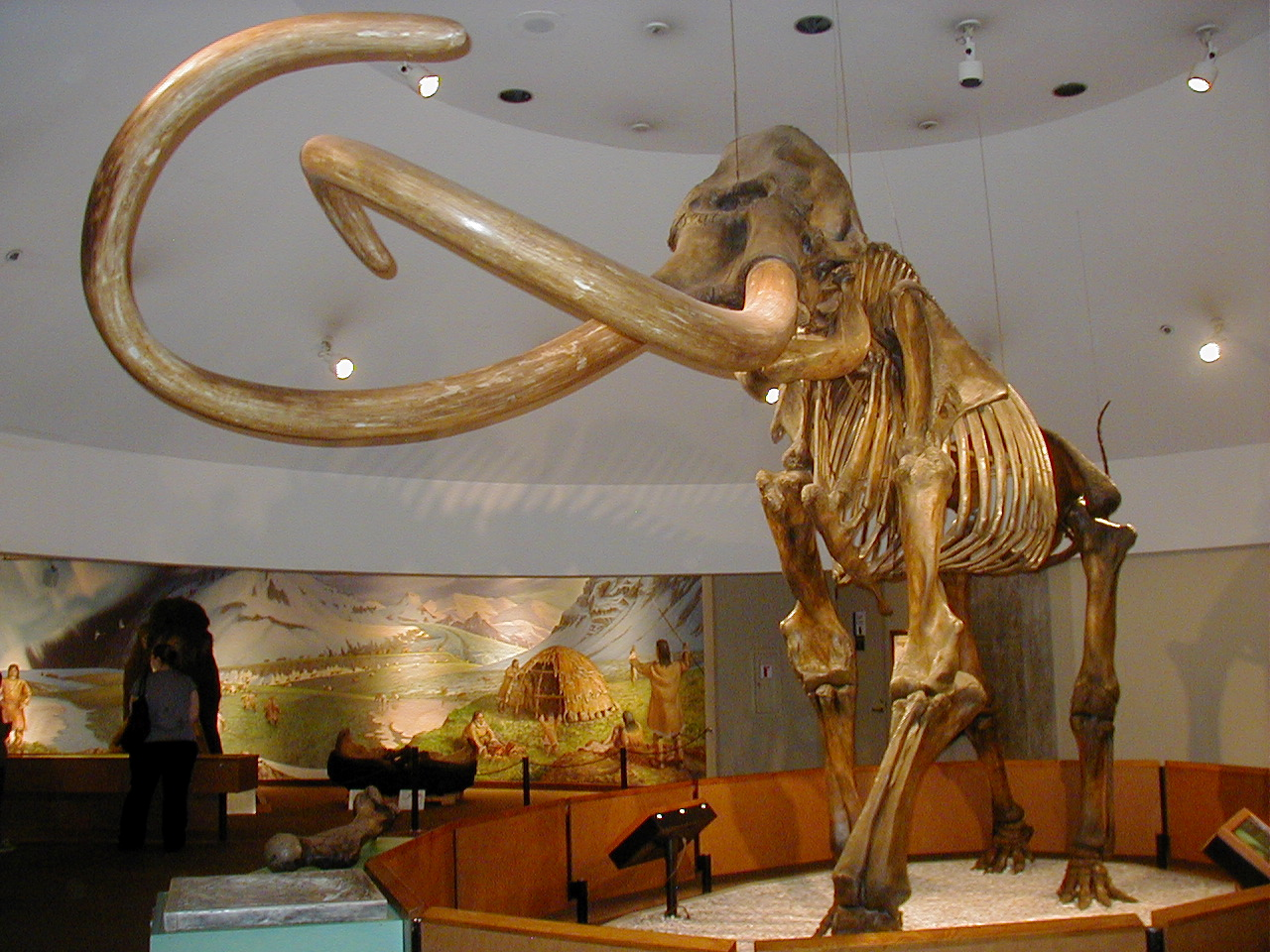
Skelett av Columbiamammut (M. columbi).

Enligt jämförande studier gjorda på levande elefanter, vilka rapporterats av American Institute of Biological Sciences tycks det troligt att människans jakt på mammutar var en starkt bidragande orsak till utdöendet. Hur avgörande roll jakten spelade i längden låter sig inte avgöras. Det är känt att Homo erectus jagade och åt mammut så tidigt som för 1,8 miljoner år sedan, men intensiteten i jakten måste ha ökat starkt mot slutet av istiden och under Holocen eftersom antalet människor då var mycket högre och dessas jaktteknik hade utvecklats. Spåren av skärande och styckning på tidiga mammutben accepteras av arkeologer överlag, men den citerade studien från AIBS påpekar dock att ben av döda elefanter som har lämnats på marken och blivit trampade på av andra elefanter tenderar att uppvisa märken som liknar dem som kan uppstå vid slakt, och vilka tidigare av arkeologer (på olika vilda djur) har tolkats som indikation på att djuret har slaktats.
Dvärgmammutarnas överlevnad på Wrangels ö i Ryssland berodde på att ön är mycket otillgänglig och inte var bebodd förrän långt efter den senaste istiden. Själva ön upptäcktes inte av den moderna civilisationen förrän på 1820-talet, då amerikanska valfångare rörde sig i trakterna. En motsvarande dvärgväxt utvecklades bland mammutarna på de Kaliforniska kanalöarna, men under en tidigare period. Dessa dvärgmammutar jagades sannolikt av tidiga urfolksamerikaner.

## Teorier om återskapande
I augusti 2006 presenterade japanska forskare, under ledning av Narumi Ogonuki en plan för ett eventuellt återupplivande av den ullhåriga mammuten i form av en hybridart. De hävdar att spermier som återfunnits hos nedfrusna mammutar skulle vara livsdugliga och skulle kunna användas för att befrukta ägg av asiatisk elefant.. Det har också föreslagits att klona mammutceller, byta ut arvsmassan i en elefantäggcell mot en uppsättning mammut-DNA (som kunde ha sitt ursprung i vilken välbevarad cell som helst som undgått att brytas ner) och sedan plantera tillbaka ägget i livmodern hos en asiatisk elefant. Därmed skulle man få en oblandad mammut. Omkring 85% av den ullhåriga mammutens genom har kunnat återställas från infrusna exemplar, och eftersom stora delar av djurets genetiska kod var identisk med den asiatiska elefantens anses det finnas tänkbara möjligheter på sikt att återskapa den fullständiga koden; tekniken för att fullt ut lyckas klona djuret finns inte ännu. Att verkligen skapa en framtida stabil mammutpopulation som inte hotas av inavel, tjuvjakt eller sjukdomar är dock ett betydligt större och långvarigare projekt än att bara få fram en enda individ eller familj.

## Svenska mammutfynd
Det finns över trettio fynd av mammut i Sverige, de flesta i grustag från åsar och liknande som bildats under värmeperioder under sista istiden, när smältvatten förde med sig sediment i kanaler under isen. En del av ett överarmsben till en mammut hittades vid utfyllnaden av den inre delen av Nybroviken i centrala Stockholm 1849, när man använde fyllmassor från Brunkebergsåsen därifrån benet tros ha kommit. Fler delar av mammut har även hittats i Pilgrimstad Jämtland 1975, och relikter funna hos kvarlåtenskapen efter en avliden man i Umeå 2011.

### Fotnoter
1. ↑  Simon Campanello (28 juni 2024). ”Svenska forskare har kartlagt mammutarnas sista tid på jorden”. Dagens Nyheter. https://www.dn.se/sverige/svenska-forskare-har-kartlagt-mammutarnas-sista-tid-pa-jorden/. Läst 28 juni 2024.
2. ↑  Ronald M. Nowak, red (1999). ”Woolly Mammoth” (på engelska). Walker’s Mammals of the World. The Johns Hopkins University Press. sid. 1004−1006. ISBN 0-8018-5789-9
3. ↑  BioScience, April 2006, Vol. 56 No. 4, pp. 292–298
4. ↑  ”Mammoths may roam again after 27,000 years av Mark Henderson, The Times, 15 augusti 2006”. Arkiverad från originalet den 25 september 2006. https://web.archive.org/web/20060925153634/http://www.timesonline.co.uk/article/0,,2-2312860,00.html. Läst 12 september 2006.
5. ↑  ”Unikt fornfynd i Umeå”. Västerbottens Folkblad. Arkiverad från originalet den 5 april 2011. https://web.archive.org/web/20110405073943/http://www.folkbladet.nu/248779/2011/04/02/unikt-fornfynd-i-umea. Läst 2 april 2011.